# 名誉社長
名誉社長（めいよしゃちょう）は、社団が功績著しい社長に対して贈る栄誉職または称号のこと。

## 名誉社長

### 日本赤十字社における名誉社長
名誉社長とは主に日本赤十字社が定める称号である。同社では日本赤十字社法第7条に基づき定款を定めており、同称号は日本赤十字社定款第34条第2項にて社長として多年、功労ある者に贈呈するとしている。
日本赤十字社名誉社長とは、名誉社員、特別社員とともに日本赤十字社が定める称号である。第8代社長　島津忠承以降、歴代社長経験者がこの称号を贈呈されている。

### 日本赤十字社名誉社長受称者
- 島津忠承
- 川西実三
- 東龍太郎
- 林敬三
- 山本正淑
- 藤森昭一
- 近衞忠煇

## 名誉副社長

### 企業における名誉副社長
企業では名誉役員の職名を置く例がある。著名な例としては、米国の電子工学者としてテレビ送像用のアイコノスコープと受像用のキネスコープの発明を行い、後年、RCAの名誉副社長を務めたウラジミル・ツゥォリキンがいる。

## 名誉CEO

### 企業における名誉CEO
企業経営者の名誉役員の職名の一つとして、名誉CEOがある。最高経営責任者（CEO:chief executive officer）の引退後の呼称である。Visaインターナショナル創業者兼名誉CEOディー・ホックが知られる。